# Porong Ri
Porong Ri – szczyt w Himalajach. Leży w Chinach, blisko granicy z Nepalem. Jest to 86 szczyt Ziemi.
Pierwszego wejścia dokonali Y. Eto i M. Wada 17 maja 1982 r.